# Jonquières (Vaucluse)
 Jonquières  es una población y comuna francesa, en la región de Provenza-Alpes-Costa Azul, departamento de Vaucluse, en el distrito de Aviñón y cantón de Orange-Est.
Está integrada en la Communauté de communes des Pays de Rhône et Ouvèze.

## Demografía
| 2524 | 2697 | 3064 | 3351 | 3780 | 3926 |
| Para los censos de 1962 a 1999 la población legal corresponde a la población sin duplicidades (Fuente: INSEE [Consultar]) |      |      |      |      |      |

Forma parte de la aglomeración urbana de Orange